# Rafael Merry del Val
Rafael Merry del Val y Zulueta (Londres, 10 de octubre de 1865-Roma, 26 de febrero de 1930) fue un obispo y cardenal español, secretario de Estado de la Santa Sede con el papa Pío X.

## Biografía

### Nacimiento y familia
Nació en Londres el 10 de octubre de 1865, en el n.º 33 de Gloucester Place, Portman Estate (Marylebone). Descendiente de una familia noble irlandesa, de wild geese, oriunda del condado de Waterford y afincada en Sevilla en el siglo XVIII, era hijo de Rafael Carlos Merry del Val (1831-1917), natural de Sevilla, y de Sofía Josefa de Zulueta y Wilcox, nacida en Londres, que casaron en Madrid en 1863; nieto paterno de Rafael Merry y Gayte y de María de la Trinidad del Val Gómez, oriunda de Zaragoza, y materno del banquero y senador español Pedro José de Zulueta y Madariaga, II conde de Torre Díaz, natural de Cádiz y oriundo de Álava, y de la británica Sofía Wilcox van der Gutch, nacida en Northampton y de ascendencia escocesa y neerlandesa.
Su padre, diplomático de carrera, fue ministro plenipotenciario de España en Bruselas y embajador ante la Santa Sede y en la corte imperial de Viena, académico de número de la Real de Jurisprudencia y Legislación, caballero de la Orden de Malta, grandes cruces de las de Carlos III, Isabel la Católica, San Esteban de Hungría y San Gregorio Magno, y gentilhombre de Cámara de los reyes Isabel II, Alfonso XII y Alfonso XIII.
Tuvo por hermanos al diplomático Alfonso Merry del Val (1864-1943), I marqués de Merry del Val, que fue embajador de España en Londres; a Pedro (1867-1958), ingeniero; a María Ana (1868-1934), y a Domingo Merry del Val (1870-1935), también diplomático. Todos nacieron en Londres, donde sus padres residieron de 1859 a 1875: durante nueve años por el destino diplomático del marido, y desde 1868 como exiliados.

### Formación
Hizo sus estudios primarios y secundarios en colegios jesuitas ingleses y belgas, adquiriendo una vasta cultura humanística. Inició sus estudios eclesiásticos en el Colegio Ushaw (1883-1885), cerca de Durham -donde ya se habían formado dos insignes arzobispos con raíces españolas, el cardenal Nicholas Wiseman y el cardenal Fernando de la Puente-, continuándolos en Roma.
Su padre le acompañó a Roma para su traslado al Pontificio Colegio Escocés, y el Papa León XIII, al saber que el reconocido diplomático Rafael Carlos Merry del Val estaba en la ciudad le concedió una audiencia privada, en la que le acompañó su hijo Rafael. En dicha audiencia convenció al padre para que su hijo no ingresase en el Pontificio Colegio Escocés, sino en la Academia de Nobles Eclesiásticos (actual Pontificia Academia Eclesiástica). Influyó en esta recomendación del Pontífice el origen familiar de Rafael -perteneciente a una familia de diplomáticos-, su esmerada formación humanística y su gran facilidad para los idiomas; Rafael Merry del Val conocía y hablaba perfectamente seis lenguas: español, inglés, italiano, francés, alemán y latín. Finalmente ingresó en la Academia de Nobles Eclesiásticos.
Cursó sus estudios en la academia desde 1885 hasta 1891. Durante esos años obtuvo tres doctorados: en Filosofía, en Sagrada Teología y en Historia de la Iglesia. En 1888 fue ordenado sacerdote.

### Vida sacerdotal
En 1890 colaboró con el beato Manuel Domingo y Sol en la fundación del Colegio Español de Roma. En 1896 fue nombrado miembro de la comisión que se formó para estudiar la validez de las ordenaciones anglicanas. La comisión dictaminó finalmente su invalidez. 

### Episcopado
En 1900 el papa León XIII le nombró arzobispo titular de Nicea y presidente de la Pontificia Academia de Nobles Eclesiásticos (actualmente Academia Pontificia Eclesiástica). A la muerte de dicho pontífice, fue secretario del accidentado cónclave de 1903, que el 4 de agosto eligió para sucederle al cardenal Sarto, un hombre de origen humilde y espíritu muy tradicional, posterior Pío X. A esta elección concurría como favorito el cardenal liberal Mariano Rampolla del Tindaro, secretario de Estado a la sazón, antiguo nuncio en España y de quien Merry había recibido la consagración episcopal. En efecto, el candidato con más apoyos en la primera votación fue Rampolla, pero el cardenal Puzyna, arzobispo de Cracovia, interpuso contra él el veto del emperador de Austria. El recelo de Francisco José I hacia este secretario de Estado se debía sobre todo a su política de Ralliement, en favor de la Tercera República Francesa. Aunque el cónclave no aceptó formalmente el veto, en la práctica sirvió para que saliera elegido Sarto.
El mismo día de su elección, el nuevo papa nombró a Merry del Val prosecretario de Estado en sustitución del siciliano. Así, un anciano reaccionario de origen modesto elegía como principal colaborador a un distinguido intelectual conservador, bien introducido en la alta sociedad europea.

### Cardenalato
El nombramiento del español sorprendió a muchos por su juventud (tenía 38 años) y porque no era purpurado. En el consistorio del 12 de noviembre del mismo año fue nombrado cardenal presbítero, del título de Santa Práxedes, y confirmado como secretario de Estado en propiedad, cargo que mantendría durante todo el pontificado de Sarto junto con el de prefecto de la Casa Pontificia. En 1914, tras acceder al solio Benedicto XV, el cardenal Merry del Val cesó en dichos cargos, sustituyéndole en ambos el cardenal Ferrata. En 1920 acudió como legado pontificio a Asís, con motivo del primer centenario del hallazgo del cuerpo de san Francisco y para el Congreso Catequético de Umbría. Desde el 14 de octubre de 1914 y hasta el día de su muerte fue secretario de la Sagrada Congregación del Santo Oficio, por designación de Benedicto XV. Este cargo era por entonces el máximo de dicho dicasterio, ya que su prefecto nato era el mismo papa.
De entre las «numerosas críticas» recibidas por su labor al frente de la Secretaría de Estado y en el Colegio Cardenalicio, se ha destacado su responsabilidad en el «carácter cada vez más reaccionario de las decisiones pontificias», juicio considerado por Roger Aubert como exagerado. Este historiador de la Iglesia sí ha subrayado su intransigencia frente a las tendencias modernas así como frente a las actitudes ecuménicas y de apertura hacia otras iglesias cristianas, aspectos que pudieron reforzar las posiciones ideológicas de Pío X. Jean Meyer, por su parte, sí resalta sus ideas reaccionarias y, además, su antijudaísmo. Convencido de la enemistad irreconciliable entre judíos y cristianos y de la práctica, por parte de aquellos, de crímenes rituales, logró además la abolición de la asociación sacerdotal Amigos de Israel mediante decreto del 2 de abril de 1928 del Santo Oficio que él dirigía.
Falleció en Roma el 26 de febrero de 1930, mientras era operado de apendicitis. Había manifestado su deseo de ser enterrado cerca de Pío X, por lo que su cuerpo descansa en las grutas de la basílica de San Pedro. En 1953 se inició su proceso de beatificación. Actualmente es venerable.